# Gaichtpas
De Gaichtpas is een 1147 meter hoge bergpas in de Allgäuer Alpen in de Oostenrijkse deelstaat Tirol. De pas ligt op de Oostenrijkse landweg B199, tussen Tannheim en Weißenbach am Lech, en verbindt op deze manier het Tannheimer Tal met het Lechtal. Reeds in de Middeleeuwen voerde over de pas een belangrijke handelsroute. Het eerste deel van deze route is nu nog als voetweg begaanbaar, aangezien de pasweg is verlegd naar de noordoostelijke bergflank van het Weißenbachtal. De Gaichtpas vormt samen met de Oberjochpas een verbindingsroute naar Bad Hindelang in het Duitse Beieren.
Arlberg · Bielerhöhe · Brenner · Fern · Flexen · Gerlos · Großglockner · Hahntennjoch · Katschberg · Kühtai · Pfitscherjoch · Plöcken · Radstädter Tauern · Reschen · Seefeld · Sölk · Staller Sattel · Timmelsjoch · Triebener Tauern · Turracherhöhe · Zeinis